# Corwith
Corwith é uma cidade localizada no estado americano de Iowa, no Condado de Hancock.

## Demografia
Segundo o censo americano de 2000, a sua população era de 350 habitantes.
Em 2006, foi estimada uma população de 325, um decréscimo de 25 (-7.1%).

## Geografia
De acordo com o United States Census Bureau tem uma área de
4,0 km², dos quais 4,0 km² cobertos por terra e 0,0 km² cobertos por água. Corwith localiza-se a aproximadamente 359 m acima do nível do mar.

## Localidades na vizinhança
O diagrama seguinte representa as localidades num raio de 20 km ao redor de Corwith.